# 三遊亭好楽
三遊亭 好楽（さんゆうてい こうらく、1946年〈昭和21年〉8月6日 - ）は、日本の落語家。東京都豊島区出身。前名は林家九蔵。出囃子は「ずぼらん」、あるいは五代目三遊亭圓楽、および六代目円楽と同じ「元禄花見踊」。2020年より、五代目円楽一門会顧問を務める。演芸番組『笑点』（日本テレビ）の 「大喜利」メンバー。
本項での落語家の高座名は、それぞれ出来事があった当時のものとする。

## 来歴
豊島区東池袋で、8人兄弟の6番目として生まれる。6歳の時に警察官であった父親が40代で急死したのちは母親の手で育てられる。幼少時代は、いわゆる「面倒見のいいガキ大将」だった。日頃は厳しいものの、家事一切を済ませ子供を寝かしつけた後、ラジオで落語を聴いて楽しんでいる母親の姿を見て、落語に興味を持つようになる。京華商業高等学校時代は、小遣いなどをやりくりして池袋演芸場に日参していた。
高校卒業後の1966年4月、19歳の時に八代目林家正蔵（のち彦六）に弟子入りを志願するも、その時は「私は来月70歳になるから」と弟子入りを断られた。しかし、4回目の願い出でようやく「死んだ息子と同じ名前だから」と入門を許可され、「林家のぶお」名義で前座、1年後に「九蔵」の名をもらう。
1971年11月に三遊亭歌司、金原亭駒三郎、橘家竹蔵、柳家さん八、三遊亭歌橘、三遊亭楽松、三遊亭朝治と共に二つ目に昇進。1979年より、日本テレビ系列の『笑点』の大喜利メンバーに加入。
1981年9月に柳家さん八、柳家小袁治、十代目土橋亭里う馬と共に林家九蔵で真打に昇進する。それから間もない1982年1月29日に師匠・彦六が死去。それから約1年後の1983年4月、五代目三遊亭圓楽門下に移籍して「三遊亭好楽」に改名。同時に落語協会から大日本落語すみれ会（→五代目円楽一門会）へ移籍する。移籍後、「古典落語をしっかり修業」すべく、『笑点』を1983年10月9日放送分を最後に一時降板。それから約4年半後の1988年4月3日放送分から、降板した七代目桂才賀に代わって『笑点』に復帰する。
2010年、初の落語集CD『三遊亭好楽 落語集 好日楽語（よきひにらくご）』をリリース。2012年、自身の半生を振り返る「好楽日和。」を晶文社から上梓。2013年には自らの高座や若手（主に好楽の弟子）の育成を目的に、自宅を新築して寄席「池之端しのぶ亭」をオープンさせた（後述）。2015年から2020年まで円楽一門会の会長を務めた。
2016年から2017年にかけては、王楽のプロデュースにより自身の芸歴50周年を祝う「好楽ちゃん祭り ～芸歴50周年＆古希記念落語会～」を開催。5年後の2023年から2024年には「帰ってきた好楽ちゃん祭り」が開催された。
2022年、文化庁長官表彰。
落語協会から移籍して以降は、寄席での定席興行には弟弟子にあたる6代目円楽が客員として所属していた落語芸術協会の興行などにゲストとして出演したことはあったが、2023年2月の落語協会・浅草演芸ホール中席昼の部（主任：六代目春風亭柳朝）の出演者に顔付けされた。落語協会定席興行への出演は圓楽一門会への移籍以来40年ぶりとなる。この興行は好楽のかつての兄弟子（彦六門下）に当たる五代目春風亭柳朝の三十三回忌追善興行と銘打たれており、柳朝の弟子である春風亭小朝が好楽の出演を提案、他流所属であるが特例として落語協会の承認を得ての出演となる。

## 芸歴
- 1966年4月 - 八代目林家正蔵に入門、前座名「のぶお」。
- 1967年 - 「九蔵」に改名。
- 1971年11月 - 二ツ目昇進。
- 1981年9月 - 真打昇進。
- 1982年1月 - 八代目正蔵改メ彦六死去。
- 1983年4月 - 五代目三遊亭圓楽門下へ移籍、「好楽」に改名。

## 人物

### 弟子入り
元々、五代目圓楽の惣領弟子になることを希望していた時期があったが、新聞で楽松（現：三遊亭鳳楽）が惣領として弟子入りしたことを知り考え直したあと、2代前の圓楽だった、当時の八代目正蔵（後の林家彦六）が口演する「鰍沢」をラジオで聴いて感動し、その翌日に正蔵に弟子入りを志願することにした。来歴の通り、正蔵への弟子入りの際に初めの3回は断られているが、4回目に志願した際に正蔵から名前を聞かれ、「信夫」であることを明かすと、「"のぶお"が帰ってきたんだね」ということでようやく入門を許可された。正蔵の長男である岡本信男は17歳になった1945年8月7日に勤労動員先の豊川海軍工廠で空襲に遭い、辛くも東京に帰ってきたものの肺をやられており、終戦後間もなく亡くなった。このことから、正蔵は信夫に亡くなった信男を重ね合わせて、よくかわいがったという。「九蔵」の名前は、好楽の説明では「正蔵の9番弟子」という意味ではなく、「もう弟子は取らない」という止めの意味。ただし、正蔵自身はこの当時、自身の弟子の数を三遊亭市馬（岸正次郎）から勘定しており、「（岸正次郎から数えて）9番目の弟子だから「九蔵」」という認識だった。正蔵曰く、「九蔵」は「役者と同じ名前」とのこと（おそらく市川九蔵のこと）。（好楽説をとると）「もう弟子は取らない」はずだった正蔵はその後、林家上蔵（のち三代目桂藤兵衛）、林家よし蔵（のち時蔵）、林家茂蔵（のち林家正雀）と、3人の弟子をとっている。

### 九蔵時代
1971年11月に二つ目に昇進。昇進前、九蔵には後に妻となる女性と交際していたが、このことに関しては「結婚は真打になってから」という不文律の手前から師匠の正蔵には黙っていた。しかし、正蔵に「お前、女ができたね」と言い当てられた。結婚式まで1か月を切っていた時期だったが、九蔵が「はい」と答えると怒られるどころか「前座で祝言挙げるんじゃ格好がつくめぇ」と言われて二つ目に昇進させてもらうこととなった。九蔵を二つ目にするためには香盤上他に10人も二つ目に昇進させる必要があったが、無事昇進した。妻の父は五代目柳家小さんの贔屓筋だった。最晩年の彦六が体調を崩し入院すると、よく妻を連れて看病に来ており、この際、しばしば彦六の手を取って「師匠!」ときめるゆえ、たまりかねた彦六が目を見開き、「そうまい日泣かれちゃ、オレは死ななきゃなんねェ！」と言ったエピソードもある。
1982年1月29日、この日は夜に、本牧亭で九蔵主宰の一門会があった。この日の彦六の容体は比較的よく、一門のほとんどが彦六の見舞いをした後一門会に向かった。そしてその夜に彦六は容体が急変し、86年の生涯を終えた。
好楽本人曰く、彦六からは23回も破門されたというが、いつもしばらくすると済し崩し的に復帰が認められていた。
九蔵時代の愛称は九（きゅう）ちゃん、九（きゅう）坊であり、好楽に改名後も兄弟子の木久扇は九ちゃんと呼んでおり、好楽の妻も死去するまで九ちゃんと呼んでいた。

### 圓楽門下へ
彦六没後1年を経て、九蔵は既に真打に昇進していたが、5代目圓楽門下に移ることとなる。当時、圓楽一門会は落語協会分裂騒動の末に東京の寄席から締め出されており、このことから周囲からは「バカだね。大企業を飛び出して、中小企業に行くなんて」と言われたこともあった。しかし、圓楽が好きだったことに加えて「落語はどこでも勉強できる」という信念を持っていたため、移籍を決断した。移籍後、「三遊亭好楽」と改名した。
5代目圓楽からは九蔵時代から何かと気にかけて貰っていたようであり、後に好楽（当時・九蔵）を笑点に誘ったのも5代目圓楽だった。
五代目圓楽の弟子としては香盤順は鳳楽に続く2番弟子となっているが、直弟子ではなく移籍組であり、自身と同じ移籍組の3番弟子の圓橘や4番弟子で直弟子では鳳楽の次である六代目円楽より五代目圓楽一門入りは後である。また、彦六門下で落語協会在籍時に真打に昇進したため、円楽一門会で真打に昇進した圓橘と六代目円楽の方が先に真打に昇進している。
圓楽からは、「酒を飲んでもいいから勉強しなさい」「米屋や酒屋は、お米やお酒を売る。落語家は“噺”で食べていく。人間は誰でも言葉をしゃべれるんだ。その言葉を生業にするなんてふてえ商売だ。だから勉強しなきゃダメだよ」と、よく言われたという。

### その他
- 2004年、57歳で自動車の運転免許を取得した。
- 競馬ファンとしても知られており、報知新聞に予想記事を掲載していたが全く当たらず、程なくして掲載終了となった[27]。2022年、文化庁長官表彰を記念して好楽のために弟子一同が命名権を購入、2023年3月3日の名古屋競馬第2レースが「三遊亭好楽文化庁長官表彰記念杯」として開催された[28]。

- 弟子の錦笑亭満堂の新作落語「ANAがあったら入りたい」を覚えて満堂が知らないうちに高座にかけ[29]、レパートリーとして披露している。初代国立演芸場さよなら公演（2023年10月23日）のトリネタとしても演じられた。

## 大喜利メンバーとして
- 先述通り1979年9月9日放送分よりメンバーに加入し、1983年10月9日放送分を以て古典落語の修業に専念するため一旦降板。しかし桂才賀が降板した翌週の1988年4月3日放送分よりその後任で番組に復帰しており、現在は番組最年長のメンバーである。『笑点』40周年を記念して発売したオフィシャル本では、『笑点』の前身番組『金曜夜席』のファンだったことから、いずれは『笑点』に出演したいと勝手に思い込んでいたと語っている。
- 番組ではピンク色の色紋付を着用している。大正製薬の便秘薬「コーラック」と「好楽（コウラク）」の語呂が似ていることから、製品のキャッチフレーズ「ピンクの小粒コーラック」をもじり、「ピンクの小粒好楽（コウラク）」と称されることもしばしばある[30]。ただし、1980年11月から1983年10月の一時降板までは水色の紋付を着用していた[注釈 7]。当初は『笑点』以外ではピンクの紋付を着ず、日本テレビの社長や自身のマネージャーからの指示でピンク色の着物を作っても1年ほど頑なに着ようとしなかったが、東日本大震災の被災地である陸前高田の小学校に行ったときに小学生たちが「ピンクの好楽さんが来た！」と喜んでくれたため、以来『笑点』以外でもピンクの紋付を着るようになった[31][32]。
- 復帰した当初は司会席のすぐ隣の1枠に座っていたが、自身の師匠でもある当時の司会者5代目圓楽への遠慮が見られたため、スタッフの意向により1992年4月に当時2枠だった小遊三と席を入れ替えた[33]。その後、大喜利における既存メンバーの席替えは、2022年1月に桂宮治が加入するまで30年間行われなかった[注釈 8]。また、小遊三との席入れ替えによって長年3枠に座る林家木久扇と兄弟弟子同士で並ぶこととなり、2022年の宮治加入に伴う席替えでも木久扇が4枠、好楽が5枠となったため、席替え後も前後の入れ替えはあったが木久扇とは引き続き隣同士となっていた。
- 九蔵時代は木久扇（当時・木久蔵）の弟弟子として「与太郎その2」的な役割で若く元気な印象が強かったが、五代目圓楽一門への移籍を機にかつての六代目三遊亭圓窓のような落ち着いたキャラクターに転換し、メンバーの中で一歩引いたポジションに収まっており、冒頭の挨拶は自作の川柳を詠んで締めるのが恒例だった。
- 桂歌丸司会就任後は「仕事がない（または「スケジュール帳が真っ白」「暇」）」「歌が上手に歌えない」「貧乏（お金がない）」「ケチ（勘定の値引き交渉をする）」「落語がうろ覚え・落語の腕が素人レベル」「弟子や後輩に追い抜かれる（弟子に破門される）」「答えが滑る」などといった、やや情けないキャラクター性を打ち出している。
  - 「仕事がない」に関しては、特に六代目円楽がからかい半分で言うことが多いが、自虐で使用することがある。
  - 「歌が上手に歌えない」は往年のヒット曲を歌おうとするが、歌詞が出てこず「ラララ…」でごまかすというパターン（なおこれは「ここまで来たら止めて」という合図も兼ねているらしい）の回答であり、隣席だった小遊三から突っ込まれたり、座布団を没収されることもしばしばある。
  - 歌丸が司会だった頃は「次期司会者は自分」などと、野心見え見えの回答をして大量没収されることもあった。また、これが原因で好楽だけでなくメンバー全員の座布団が全部没収されたこともあった（2012年12月9日放送）。
  - 6代目円楽を中心に、メンバーからは「プロなのに素人落語コンクールに出場」「眠たくなるのは木久扇と好楽の落語」などと貶されることが多い。
  - 暇で貧乏と見られたため、メンバーから「おしぼり配達のバイト（をしている）」と大喜利でネタにされた。例として「好楽さんを銀座で見かけました」というメンバーの報告に、司会者は「ほんと？」と聞くと、「おしぼり配達のバイトでした」と返した。
- 六代目三遊亭円楽（旧名・楽太郎）とは、円楽襲名争いをしているという笑点でのネタが存在するが、この中で、好楽が白円楽などと呼ばれることがある。これは楽太郎が6代目円楽を襲名する以前より、腹黒キャラで黒円楽と呼ばれていたことに対をなすことや、歌丸罵倒をした六代目円楽（楽太郎）を悪いやつだと非難する善人キャラで白である、好楽自身が暇でスケジュール帳が真っ白、という意味も含まれている。
- 三遊亭小遊三を筆頭に、他メンバーからネタにされると「よせよ！」と返すことが多い。現在はその「よせよ！」が半ばトレードマークになっており、満を持して「よせよ!」を言うこともある。2017年の一時期は金の無心をしたのち、「ダメかー！」という嘆くような台詞を放つことが多かった。
- 自身に関するネタ以外でも、他のメンバーの回答に対して鋭いツッコミを入れるケースがある。
- 回答した後に斜になってカメラ目線を決め込む、いわゆる「どや顔」をレイザーラモンRGがモノマネのレパートリーとしている（RGの相方であるHGのコスプレが座布団10枚の賞品になったことがあり、好楽が獲得している）。昇太司会後は顔と目線をやや斜め上にあげる仕草が追加された（新真打披露口上でもこの動作をしている）。
- 2014年11月16日放送の『笑点』（日本テレビ）第2440回で座布団10枚を獲得した際、日本テレビ放送網株式会社の小杉善信取締役専務執行役員から、家族、弟子といった一門をも対象者に含む、限度額無制限で有効期限が「死ぬまで」の「日テレ社員食堂利用カード」が贈呈された。この収録の翌日には、このカードを持って息子で弟弟子でもある王楽を含む家族や一門弟子（孫弟子を含む）の合計30名で日テレの社員食堂へ食事に出かけたことが、翌週の『笑点』第2441回の大喜利の前に放送された。このカードはあくまでも番組のネタであり、カードと言っても横1mほどの巨大なレプリカ風の物で、それ以降は日テレが保管しているためカードの使用はその1回のみ（持参しないと無効）だった。
- ギャンブル好きのギャンブラーキャラであり、大型連休などで子供を旅行に連れて行く・家族旅行に行くという出題がされると、高確率で競馬場など公営競技場に行くという回答が出る。
- 貧乏キャラに関しては「お悔やみやご祝儀の額が少ない」「スーパーやデパ地下では半額のお総菜や弁当を買う」「飲み屋で伝票を他に回す」「他人のお通夜に紛れ込んで寿司とお酒をご馳走になる（いわゆる通夜荒らし）」「（使用料支払が滞って）ガス、電気、水道が止まる」「酒は最後の一滴まで飲む」「飲食店でおしぼり配りのバイトをしている」「すき焼きに肉が入っていない（または「少ない」）」など、いかにも貧乏キャラらしい回答を繰り出す。
- これに派生して六代目円楽からは好楽自身だけではなく「好楽一門がお年玉をもらいに来た」などと一門弟子までもまとめてネタにされていた。
- 2023年8月6日に77歳の誕生日（喜寿）を迎えたため、この日の大喜利の3問目の司会を昇太と交代した。舞台の後ろには「祝!77歳」と好楽の似顔絵[注釈 9]が描かれた幕が飾られた。
- 2023年10月15日の大喜利の「林家木久扇の86歳の誕生日にやってあげたいこと」という問題で、「誕生日だからお寿司を食べに行きましょう。近くでお通夜があります」などと通夜荒らしネタの回答を連発していたら、次の回答で「木久扇兄さんのお通夜…あっお通夜じゃない」と不謹慎すぎる言い間違いをしてしまい（客席は大爆笑）、平謝りする羽目になったほか、隣の席の宮治からも「いつもボーッとしてるからそんな事になるんですよ！ちゃんとやる気出してください！」と突っ込まれた。
- 妻、娘、家政婦等女性に扮する問題でロングヘアーのウィッグが配られた時、答えに自信がないと回答時ウィッグの髪の毛を手で弄りながら答え、たい平から「好楽師匠、今の答え自信がないんだ」みたいに解答に自信がない事を指摘されている。
- 木久扇卒業後はメンバー最年長のため、なかなか手を挙げなかったり、挙げても司会の昇太や他のメンバーから解答を不安視されるため「大丈夫？」と声を掛けられる。
- また、木久扇の卒業に伴い、2代目司会の前田武彦時代および1960年代から出演していたメンバーが完全に消滅し、3代目司会三波伸介時代を知るメンバーは好楽が最後の一人である。

- 歌丸司会時代にお婆さんに扮した歌丸から「歳を考えなさいよ」と言われる問題で、「婆さん、子供作ろうよ」と言う答えに「歳を考えなさいよ」と言われて「駄目か。じゃあ、他の女とやろう」と答えて物議を醸し、好楽自身「やろうはないよな」と言った事がある。

- 荒川区在住だった頃は、答えや挨拶でアダモの『雪が降る』の替え歌で🎵雪が降る荒川区内🎵と度々歌っていた。

- 最近では勇退した兄弟子の木久扇のキャラを引き継ぐ様に惚けたりする事もある。

## 家族
兄は機動隊員で、あさま山荘事件の現場に立ち会っていた。
息子は落語家の七代目三遊亭円楽（旧名・王楽）で、父親の師匠である五代目圓楽に入門し、圓楽にとっては最後の弟子となった。このため、好楽とは兄弟弟子の関係であるが円楽自身は好楽一門の落語会に出演することも多い。 このほか、円楽と好楽門下のマネージャーを務める長女と雑司が谷でたい焼き屋を開いている次女がいる（いずれも円楽の姉）。なお、彦六は好楽の3人の子の名付け親となっている。また、1981年5月に放送のNHK『お笑いオンステージ』の「減点ファミリー」のコーナーで子供3人と出演したことがある。
また、自身の惣領弟子でもある三遊亭好太郎とは母方の遠縁の親戚であり、関係性としてはいとこ違いにあたる。
前座時代に結婚した妻のとみ子が、2020年4月13日に大腸がんにより死去（72歳没）。家族以外には一切非公表にして闘病を続け、遺言により一部関係者以外には訃報が伏せられていた。訃報を公表したのは2020年11月、CD『熱燗二本』のレコーディングの取材時である。その後、2021年7月14日の『徹子の部屋』出演時に、亡き妻への思いを語った。

## 池之端しのぶ亭

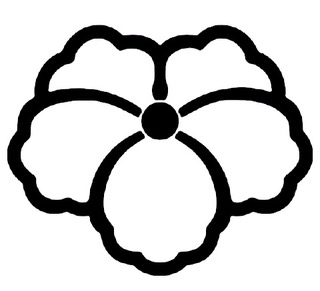
中陰光琳蔦（画像は中陰蔦）は、林家彦六一門の定紋である。

- 2013年1月2日に開場[25][5][43]。こけら落としでは好楽が「一眼国」を、王楽が「ん廻し」と「牛ほめ」を演じたが[43]、奇しくも「一眼国」は、彦六が生涯最後に演じた演目でもある[注釈 10]。
- 東京メトロ千代田線・根津駅が至近。
- 新築した3階建自宅ビルの1階の手前を大広間、奥を寄席として設計して営業している[44]。
- 客席部分はフローリング敷きで、客は座布団の上に座る（足腰の弱い人には椅子の貸し出しも行う）。収容人数は40人から50人と寄席としては狭いが、マイク無しで落語が聞ける[45]。好楽自身は広さについて「地声の方が芯からお客さまに伝えることができる」「これくらいの広さであれば、噺家は客席の最後列に座るお客さんの表情まではっきりと見ることができ、勉強になる」としている[25]。
- 高座の右後方は、楽屋との往来となっている[43]。往来には、開場当初は普通の柄の暖簾がかかっていたが[43]、2014年以降では後援会から贈られた、彦六一門の定紋「光琳の蔭蔦」と圓楽一門の定紋「三ツ組橘」、「池之端しのぶ亭」の字に『笑点』で使用の「隅切り鉄砲角にかたばみ」の紋が染め抜かれた暖簾がかかっている[44][46]。楽屋には、彦六の写真が飾られている[2]。
- 一門や若手のほか、笑福亭鶴瓶などの大物や[2][注釈 11]、ラジオパーソナリティーの小池可奈なども高座に上がっている[46]。
- 大喜利内ではメンバー（特に六代目円楽）から、師匠・五代目圓楽が開設した寄席「若竹」の末路になぞらえて、「潰れた」「解体工事中」「あれは落語をやる場所ではない」などとネタにされることも多々ある。また、「マンツーマンで落語が聞ける（客が入らないという意味）」とも茶化されている。
- 貸席であるが、あくまで好楽邸の一角であり、新年会の会場に使うこともある[47]。7代目円楽のyoutube「七代目 三遊亭円楽の落語部屋」の収録会場にもなっている（原則無観客）。WEBサイトはなく、運営スケジュールなども公開していない。

## TVなどの出演歴
- 『笑点』（日テレ系列、レギュラー出演）
- 『電話バラエティー何でもリクエスト』（東海ラジオ、レギュラー出演）
- 『ドロ刑 -警視庁捜査三課-』（2018年、日本テレビ） ‐ 東村洋介（白昼のコウモリ）
- 『オレは死んじまったゼ!』（2023年、WOWOW） - 千利休 役[48]
- 『相続探偵』第1話（2025年1月25日、日本テレビ） - 本人 役[49]

## CM
- サザエ食品「十勝おはぎ」（北海道ローカル）
- としまえん「木馬の会」
- 東京新聞
- パチンコ「ダイエー」（新潟ローカル）
- 御菓子城加賀藩「名物加賀福」（北陸地区ローカル）
- 天神屋（静岡ローカル）
- 夕月かまぼこ（1983年・浜木綿子と共演）
- カバヤ食品「ココナツプレッツェル」
- 松下電工「あかりごっこ」
- ニコン ピカイチ（中原理恵と共演）
- 野村證券「株券電子化篇」「株券預けて安心篇」
- 日本薬師堂「グルコンEX」
- 東京メトロ「Find my Tokyo」「雑司が谷・ひと工夫が散りばめられた街篇」（石原さとみと共演、次女の経営するたい焼き屋も登場）

## ソフト

### CD
- 三遊亭好楽 落語集 好日楽語(よきひにらくご)（2009年、コロムビアファミリークラブ） ＊8枚組CD-BOX、通販のみ
  - （disk1）雑俳・ねずみ穴、（disk2)がまの油・死神、（disk3)しの字嫌い・小間物屋政談、（disk4)文違い・三方一両損、（disk5)替わり目・肝つぶし、（disk6)ちきり伊勢屋<上>、（disk7)ちきり伊勢屋<下>・一眼国、（disk8)つる（三遊亭王楽との二人落語）、子別れ
- 熱燗二本～噺家一代～ c/w 芝浜（落語）（2021年1月20日、ウェブクウ)
  - 作詞：岡本圭司   作曲・プロデュース：美樹克彦　編曲：斉藤功

### その他
- 東京落語会傑作選 どこでも落語プレーヤー 「紙屑屋」（2021年、ユーキャン）

## 書籍

### 著書
- 好楽日和。（2012年11月、晶文社）ISBN 978-4794967909
- 志ん朝、円楽、談志…… いまだから語りたい 昭和の落語家楽屋話 好楽が見た名人たちの素顔（2021年12月、河出書房新社）ISBN 978-4309291802
- どちら様も、お先でございます（2024年2月、彩流社）＊松垣透との共著 ISBN 978-4779129506

### デジタル写真集
- 世にも幸せな落語家の毎日（2025年2月24日、集英社［週プレ PHOTO BOOK］、撮影：塔下智士）[50]

## 一門弟子

### 真打
- 三遊亭好太郎
- 三遊亭兼好
- 三遊亭好の助
- 三遊亭好一郎
- 錦笑亭満堂

### 二ツ目
- 三遊亭鯛好
- 三遊亭ぽん太
- 三遊亭好好
- 三遊亭好志朗
- 三遊亭好青年 [51][35]

### 廃業
- 三遊亭なな好
- 三遊亭ろこう—引退後は警察官に転向し自治体等のイベントで防犯落語を公演しており、令和6年4月には好楽一門二ツ目に昇進し、三遊亭ろ好に改名した。

### 系図
真打は太字、前座は小文字。
| 三遊亭好楽 | 三遊亭好楽 | 三遊亭好楽 | 三遊亭好楽 | 三遊亭好楽 | 三遊亭好楽 |  |  | 三遊亭好太郎 | 三遊亭好太郎 | 三遊亭好太郎 | 三遊亭好太郎 | 三遊亭好太郎 | 三遊亭好太郎 |  |  | 三遊亭らっ好   | 三遊亭らっ好 | 三遊亭らっ好 | 三遊亭らっ好 | 三遊亭らっ好 | 三遊亭らっ好 |
| 三遊亭好楽 | 三遊亭好楽 | 三遊亭好楽 | 三遊亭好楽 | 三遊亭好楽 | 三遊亭好楽 |  |  | 三遊亭好太郎 | 三遊亭好太郎 | 三遊亭好太郎 | 三遊亭好太郎 | 三遊亭好太郎 | 三遊亭好太郎 |  |  | 三遊亭らっ好   | 三遊亭らっ好 | 三遊亭らっ好 | 三遊亭らっ好 | 三遊亭らっ好 | 三遊亭らっ好 |
|            |            |            |            |            |            |  |  | 三遊亭兼好   | 三遊亭兼好   | 三遊亭兼好   | 三遊亭兼好   | 三遊亭兼好   | 三遊亭兼好   |  |  | 三遊亭兼太郎   | 三遊亭兼太郎 | 三遊亭兼太郎 | 三遊亭兼太郎 | 三遊亭兼太郎 | 三遊亭兼太郎 |
|            |            |            |            |            |            |  |  | 三遊亭兼好   | 三遊亭兼好   | 三遊亭兼好   | 三遊亭兼好   | 三遊亭兼好   | 三遊亭兼好   |  |  | 三遊亭兼太郎   | 三遊亭兼太郎 | 三遊亭兼太郎 | 三遊亭兼太郎 | 三遊亭兼太郎 | 三遊亭兼太郎 |
|            |            |            |            |            |            |  |  |              |              |              |              |              |              |  |  | 三遊亭好二郎   |              |              |              |              |              |
|            |            |            |            |            |            |  |  |              |              |              |              |              |              |  |  |                |              |              |              |              |              |
|            |            |            |            |            |            |  |  |              |              |              |              |              |              |  |  | 三遊亭兼矢     |              |              |              |              |              |
|            |            |            |            |            |            |  |  |              |              |              |              |              |              |  |  |                |              |              |              |              |              |
|            |            |            |            |            |            |  |  |              |              |              |              |              |              |  |  | 三遊亭けろよん |              |              |              |              |              |
|            |            |            |            |            |            |  |  |              |              |              |              |              |              |  |  |                |              |              |              |              |              |
|            |            |            |            |            |            |  |  |              |              |              |              |              |              |  |  | 三遊亭げんき   |              |              |              |              |              |
|            |            |            |            |            |            |  |  |              |              |              |              |              |              |  |  |                |              |              |              |              |              |
|            |            |            |            |            |            |  |  | 三遊亭好の助 |              |              |              |              |              |  |  |                |              |              |              |              |              |
|            |            |            |            |            |            |  |  |              |              |              |              |              |              |  |  |                |              |              |              |              |              |
|            |            |            |            |            |            |  |  | 三遊亭好一郎 |              |              |              |              |              |  |  |                |              |              |              |              |              |
|            |            |            |            |            |            |  |  |              |              |              |              |              |              |  |  |                |              |              |              |              |              |
|            |            |            |            |            |            |  |  | 三遊亭鯛好   |              |              |              |              |              |  |  |                |              |              |              |              |              |
|            |            |            |            |            |            |  |  |              |              |              |              |              |              |  |  |                |              |              |              |              |              |
|            |            |            |            |            |            |  |  | 錦笑亭満堂   |              |              |              |              |              |  |  |                |              |              |              |              |              |
|            |            |            |            |            |            |  |  |              |              |              |              |              |              |  |  |                |              |              |              |              |              |
|            |            |            |            |            |            |  |  | 三遊亭ぽん太 |              |              |              |              |              |  |  |                |              |              |              |              |              |
|            |            |            |            |            |            |  |  |              |              |              |              |              |              |  |  |                |              |              |              |              |              |
|            |            |            |            |            |            |  |  | 三遊亭好好   |              |              |              |              |              |  |  |                |              |              |              |              |              |
|            |            |            |            |            |            |  |  |              |              |              |              |              |              |  |  |                |              |              |              |              |              |
|            |            |            |            |            |            |  |  | 三遊亭好志朗 |              |              |              |              |              |  |  |                |              |              |              |              |              |
|            |            |            |            |            |            |  |  |              |              |              |              |              |              |  |  |                |              |              |              |              |              |
|            |            |            |            |            |            |  |  | 三遊亭好青年 |              |              |              |              |              |  |  |                |              |              |              |              |              |
|            |            |            |            |            |            |  |  |              |              |              |              |              |              |  |  |                |              |              |              |              |              |